# Hoya purpureofusca

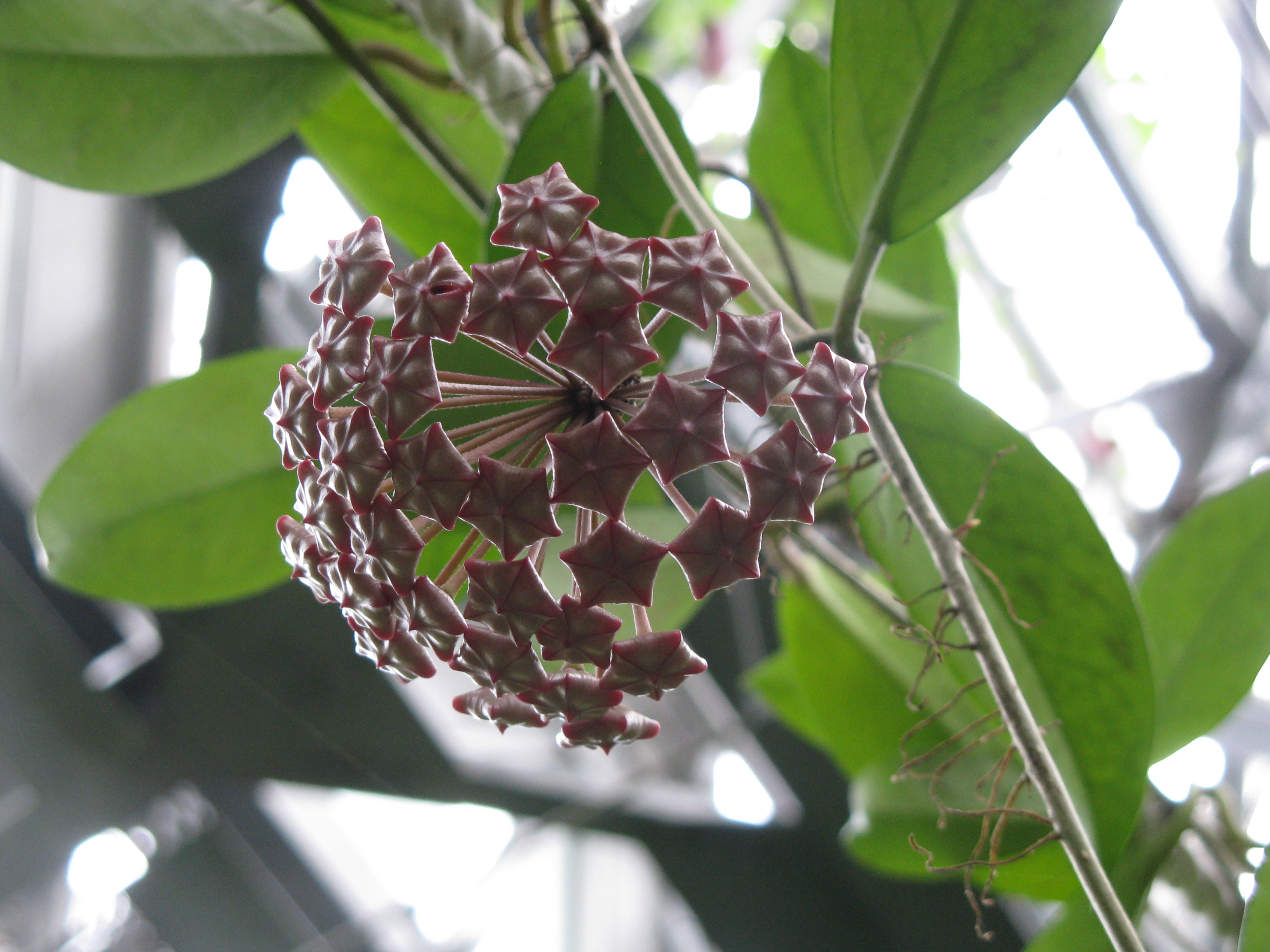
Blütenstand mit Knospen

Hoya purpureofusca ist eine Pflanzenart der Gattung der Wachsblumen (Hoya) aus der Unterfamilie der Seidenpflanzengewächse (Asclepiadoideae).

## Merkmale
Hoya purpureofusca ist eine kletternde Pflanze mit nur wenig windenden Trieben. Die Triebe haben einen Durchmesser bis 4 mm und sind kahl. Die dicken, sukkulenten Blätter sind gestielt, die sehr dicken, bräunlichen Blattstiele sind bis etwa 15 mm lang. Die Blattspreiten sind dunkelgrün, eiförmig, 10 bis 16 cm lang und 7,5 bis 10 cm breit. Der Apex ist spitz bis lang zugespitzt, die Blattbasis ist rund. Die Blattnervatur ist palmenförmig, mit 3 bis 5 Blattadern.
Der halbkugelige Blütenstand enthält 15 bis 38 Blüten, er setzt in den Blattachseln an. Der Blütenstandsstiel ist 8 bis 12,5 cm lang. Die Blütenstiele sind dünn und 2,9 bis 3,3 cm lang. Die Kelchblätter sind pfriemlich. Die Blütenkrone hat einen Durchmesser von 1,5 cm. Sie ist dunkelrosa bis dunkelpurpurfarben, innen kahl oder flaumhaarig bis rauhaarig. Die Kronblattzipfel sind zurück gebogen, die Ränder der Zipfel sind einwärts gebogen. Die Nebenkrone ist flach und hat einen Durchmesser von 0,8 cm. Die dunkelrosa bis purpurbraunen staminalen Nebenkronenzipfel sind eiförmig, spitz und oberseits gekielt. Sie sind mittig eingesenkt, unterseits konvex gewölbt. Die Mitte der Nebenkrone ist gelblich. Die Blüten scheiden viel Nektar aus und duften süßlich nach Honig.

## Ähnliche Art
Hoya purpureofusca ist nahe verwandt mit Hoya cinnamomifolia. Anhand der Blätter sind beide Arten nur schwer zu unterscheiden. Unterschiedlich ist die Farbe der Blüten. Hoya pubicalyx hat sehr ähnliche Blüten, unterscheidet sich aber durch die Nervatur der Blätter.

## Geographische Verbreitung und Habitat
Das Verbreitungsgebiet der Art ist auf Bergregionen (rd. 1000 m bis 1500 m über Meereshöhe) auf Java und Bali, Indonesien beschränkt.

## Taxonomie
Das Taxon wurde 1848 von William Jackson Hooker beschrieben. Da Hoya cinnamomifolia in den vegetativen Teilen und dem Blütenaufbau sehr ähnlich ist, wertete Robert Dale Kloppenburg Hoya purpureofusca zur Varietät von Hoya cinnamomifolia. Diesem Vorschlag sind die meisten Autoren nicht gefolgt. Plants of the World online akzeptiert Hoya purpureofusca als gültiges Taxon und führt Hoya cinnamomifolia var. purpureofusca (Hooker) Kloppenburg (2001) als Synonym.
Der Lectotypus wurde von Rahayu & Rodda (2019) festgelegt. Er befindet sich im Herbarium von Kew Gardens in London (T. Lobb s.n. leg.; K000894742).